# Ibrahim ibn al-Walid
Ibrahim ibn al-Walid (àrab: إبراهيم بن الوليد, Ibrāhīm ibn al-Walīd) o, tot simplement, Ibrahim (segle viii - Gran Zab, 29 de gener de 750) fou califa omeia marwànida de Damasc (4 d'octubre de 744 - 4 de desembre de 744).
Era fill del califa al-Walid II i d'una dona esclava de nom incert. Quan Yazid III va pujar al tron, el 6 d'abril del 744, fou designat com a walí al-ahd o príncep hereu, el 9 d'abril del 744. Assegurat el control d'al-Urdunn, fou nomenat governador de la província. Al mateix temps, a l'estiu, el governador d'Armènia i Azerbaidjan, Marwan ibn Muhàmmad, va renir les seves forces i es va presentar a la Jazira, obtenint secretament el jurament de fidelitat dels notables. En principi al·legava la venjança per la mort d'al-Walid, però aviat va signar un acord amb Yazid III pel qual va obtenir el govern de la Jazira sense perdre els d'Armènia i l'Azerbaidjan, i es va disposar a retornar cap a Armènia.
A la mort de Yazid III el 20 de setembre o 2 d'octubre Ibrahim el va succeir però només fou reconegut al sud de Síria i l'emir-governador que va enviar al nord, el seu cosí Abd-al-Aziz ibn al-Hajjaj fou rebutjat a Homs. Aquesta ciutat fou assetjada. Marwan ibn Muhàmmad, que estava a punt de retornar a Armènia es va aturar i llavors va avançar en direcció contrària cap a Síria amb el suport dels junds d'Armènia i la Jazira. A Alep o a Kinnasrin va derrotar un exèrcit del califa, manat pels seus germans Bixr ibn al-Walid i Masrur ibn al-Walid, que van caure presoners; va rebutjar Abd-al-Aziz ibn al-Hajjaj, que estava assetjant Homs i que es va retirar cap a Damasc, entrant a Homs on va rebre el jurament de fidelitat dels habitants.
L'exèrcit de Marwan tenia ara uns vuitanta mil homes. Ibrahim va enviar per fer-li front un exèrcit dirigit pel seu cosí Sulayman ibn Hixam ibn Abd-al-Màlik i es va lliurar la batalla d'Ayn al-Jarr, prop de Damasc, en la que Marwan va obtenir la victòria (18 de novembre del 744). Sulayman es va tancar a Damasc i Marwan s'hi va acostar; era creença general que Marwan actuava com a venjador d'al-Walid i defensava els drets dels altres fills d'aquest. Els notables de la ciutat van ordenar matar a dos prínceps omeies presoners, al-Hakam i Uthman, fills d'al-Walid. Amb la mort d'aquestos prínceps Marwan podia proclamar la seva pròpia candidatura i va obtenir un suport general.
El que va fer Ibrahim no és clar: al-Yaqubí diu que va reconèixer Marwan com a califa el 26 de novembre del 744, quan encara era a Damasc; al-Massudí diu que Ibrahim va fugir de Damasc però fou capturat més tard i crucificat; ad-Dinawarí diu que quan Marwan va entrar a Damasc el va fer matar; la resta dels historiadors diuen que va fugir a Tadmur (Palmira) junt amb el seu cosí Sulayman ibn Hixam, i un temps després va demanar l'aman (‘perdó’) al nou califa, que li va concedir, i va morir en la batalla del riu Zab, el 25 de gener del 750.